# 豊田市立若林西小学校
豊田市立若林西小学校（とよたしりつ わかばやしにししょうがっこう）は、愛知県豊田市若林西町にある公立小学校。

## 校区
- 高美町、若林西町、若林東町（棚田の一部） が校区である。公立中学校に進学する場合は豊田市立高岡中学校へ進学する[1]。

## 沿革
- 1978年（昭和53年）4月 - 豊田市立若園小学校から分離し、豊田市立若林西小学校として開校。

## 交通アクセス
- 名鉄三河線若林駅下車、徒歩約15分。

## 周辺施設
- 愛知県立豊田南高等学校
- 豊田市立高岡中学校
- 豊田市立若園中学校
- 豊田市立前林中学校
- 豊田市立若園小学校
- 豊田市立若林東小学校
- 豊田市役所高岡支所
- 西三河自動車検査登録事務所
- 岡崎信用金庫高岡支店
- アイシン新豊工場
- トヨタ紡織堤工場
- 名鉄三河線若林駅